# Toni Ebel
Toni Ebel (Berlín, 10 de noviembre de 1881-9 de junio de 1961) fue una pintora alemana, empleada de limpieza del Institut für Sexualwissenschaft y una de las primeras mujeres trans en someterse a una cirugía de reasignación de sexo, posiblemente antes que Lili Elbe.

## Vida y profesión

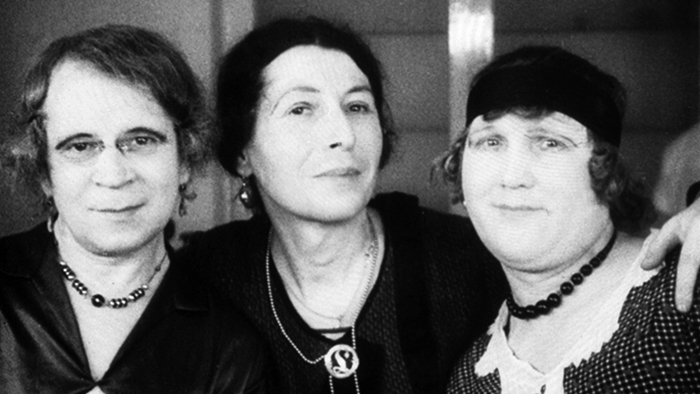
Fotografía de Dora Richter, Toni Ebel y Charlotte Charlaque, versión 1933; Las tres mujeres trans se son connues à l'institut de sexologie de Berlin

Toni Ebel era la mayor de once hijos de una familia evangélica. Después de graduarse de la escuela secundaria, Ebel trabajó como aprendiz de decoradora y empresaria. Con su primer sueldo compró una peluca y un vestido, que fueron descubiertos y posteriormente quemados por sus padres. Hacia 1901 se enamoró de un hombre (cuando aún no había salido del armario como mujer trans), lo que provocó discusiones con su familia, por lo que se fue de casa a Múnich, donde estudió pintura. También viajó por Alemania, Austria e Italia. En Venecia, Ebel conoció a un anciano estadounidense, que se convirtió en su mecenas y socio durante algunos años. En 1908, regresó a Berlín y vivió como un hombre; se casó con una mujer llamada Olga y tuvo un hijo. Ebel no se sentía cómoda desempeñando el papel de hombre y marido, e intentó suicidarse hasta cuatro veces. Por esta época, bajo su necrónimo, se ganó una buena reputación en los círculos artísticos de Käthe Kollwitz. En 1916, aún sin haber salido del armario como mujer trans, fue reclutada por el ejército y luchó en la ofensiva Meusse-Argonne, en la región de Champaña. Fue dada de alta de la reserva militar después de sufrir un colapso mental. En 1925, Ebel se convirtió, temporalmente, en miembro del USPD. Más tarde se describiría a sí misma como «siempre una pintora proletaria».
Después de que su esposa Olga enfermara y muriera en 1928, Toni, que vivió y trabajó como pintora primero en Berlín-Steglitz y luego en Wedding, decidió hacer la transición. Por esta época conoció a Charlotte Charlaque, que también estaba en proceso de transición. Presentó una solicitud formal para un cambio de nombre legal a Annie en 1929, que fue rechazada. Sin embargo, su cambio de nombre a Toni fue aceptado en 1930. Con el apoyo de Magnus Hirschfeld, Toni se sometió a cinco cirugías de afirmación de sexo realizadas por Erwin Gohrbandt y Felix Abraham y Ludwig Levy-Lenz. Fue una de las primeras personas en someterse a una cirugía de este tipo. Según los cirujanos, la primera operación tanto para Toni como para Charlotte tuvo lugar «entre el 6 de enero de 1929 y el 14 de noviembre de 1930» y, según Ragnar Ahlstedt, Toni fue la tercera paciente a la que se aplicó ese procedimiento. En 1931, Felix Abraham publicó un artículo en la revista Zeitschrift für Sexualwissenschaft und Sexualpolitik en el que detallaba las operaciones de vaginoplastia de Ebel y Dora Richter.
En 1933, se utilizaron imágenes de Toni, Charlotte y Dora Richter (todas de forma anónima/sin acreditar) como segmento documental en la película austriaca Mysterium des Geschlechtes (El misterio del sexo) sobre la sexología contemporánea. Ese mismo año, Toni y Charlotte recibieron al sueco Ragnar Ahlstedt, quien escribió sobre ellas en el libro Män, som blivit kvinnor (en español: Hombres que se convirtieron en mujeres), pero no mencionaron a Dora. Cuando el Institut für Sexualwissenschaft fue atacado en 1933, parte de la colección de dibujos y pinturas de Ebel fue destruida.
En 1933, Toni Ebel se convierte al judaísmo, que era la religión de su compañera judía Charlotte Charlaque. Ambas vivieron modestamente en un piso subarrendado en la calle Nollendorfstraße 24, en Berlín-Schöneberg. Toni Ebel recibía una pequeña pensión y obtenía unos ingresos adicionales con la venta de cuadros. Fueron acosadas repetidamente por sus vecinos y, en 1942, se vieron obligadas a separarse. Después de una advertencia de su media hermana, Toni huyó a Checoslovaquia con Charlotte en 1934. Hasta 1935 vivieron en Karlovy Vary (Rybáře), donde Ebel pintó cuadros para los huéspedes del balneario. Luego se trasladaron a Praga y, en 1937, a Brno, donde mantuvieron contacto con Karl Giese hasta su suicidio. Ebel vivió en Praga bajo el nombre de Antonia Ebelova y trabajó como pintora. En 1942 Charlotte Charlaque fue arrestada por la Policía de Extranjería. Más tarde, Charlotte logró mudarse a Estados Unidos.
Tras el final de la guerra, Ebel vivió en Alemania del Este, donde recibió una pequeña pensión como víctima del «prejuicio racial» del nacionalsocialismo, y continuó trabajando como pintora. Creó principalmente cuadros de paisajes y retratos y a partir de los años cincuenta llamó la atención en Alemania del Este. Fue miembro de la Asociación de Artistas Visuales de Alemania del Este y estuvo representada en las exposiciones de arte alemán en Dresde en 1953, 1958/1959 y 1962/1963. Su género no fue cuestionado, incluso si publicaciones de la época mencionaban su «voz grave».

## Trabajos seleccionados
- Selbstporträt (Pintura al óleo; expuesta en la Cuarta Exposición de Arte Alemán en 1958/1959) [4]
- Fallobst (pintura al óleo; expuesta en la Cuarta Exposición de Arte Alemán en 1958/1959) [5]
- Arbeiterveteran (pintura al óleo; expuesta en la Quinta Exposición de Arte Alemán en 1962/1963) [6]
- Bildnis meiner Schwester (Pintura al óleo; expuesta en la Quinta Exposición de Arte Alemán en 1962/1963) [7]
- Wissen ist Macht (Pintura al óleo; expuesta en la Cuarta Exposición de Arte Alemán en 1958/1959) [8]